# On-Court Tennis
On-Court Tennis è un videogioco di tennis pubblicato nel 1984 per Commodore 64 dalla Gamestar di Santa Barbara (USA), poi acquisita dalla Activision, e successivamente pubblicato come On Court Tennis dalla Firebird nella linea economica Silver Range. Sua principale caratteristica è lo spostamento automatico dei tennisti, mentre i giocatori controllano soltanto i colpi.
Circola anche una versione leggermente modificata (riconoscibile dalla schermata introduttiva e dal tabellone azzurro), a volte citata come On Court Tennis 2, ma non è mai stato pubblicato alcun seguito.

## Modalità di gioco
Si giocano partite isolate di tennis singolare maschile a 1, 3 o 5 set, contro il computer, tra due giocatori umani o anche in dimostrativo tra due computer. Si può scegliere il tipo di campo (erba, terra, cemento), che ha reale effetto sui rimbalzi, sebbene graficamente cambi soltanto il colore della cornice dello schermo e il campo sia sempre verde.
Il campo è mostrato in prospettiva dal lato più corto, con il tabellone dei punteggi in fondo. Il tennista che è attualmente al servizio sta sempre nella metà campo in basso. Le figure dei tennisti sono relativamente grandi, mentre mancano decorazioni di contorno come l'arbitro e il pubblico (si sente solo il suono della folla). Il campo non è visibile tutto insieme, c'è un po' di scorrimento quando la palla si avvicina ai bordi.
Il tennista del giocatore va a posizionarsi automaticamente per ricevere la palla, mentre il giocatore controlla in modo complesso il tiro, in base al tipo di colpo e al tempismo con cui si colpisce. Per quest'ultimo si è aiutati dall'ombra della palla.
In ricezione le quattro direzioni del joystick e il pulsante permettono di scegliere tra pallonetto, topspin, colpo piatto, sfalciato, palla corta; la tempistica del comando rispetto all'arrivo della palla determina la direzione. Se l'avversario ha lanciato una palla alta la risposta è automaticamente una schiacciata, in tal caso le direzioni del joystick determinano la zona di mira e il pulsante la fa più angolata, sempre con l'influenza della tempistica. Anche il servizio si regola in modo simile.
Per entrambi i tennisti si può selezionare una tra quattro personalità: Ivan, John, Jimmy e Bjorn (corrispondono ai nomi di battesimo di tennisti celebri dell'epoca; il manuale riporta cognomi finti, in realtà dei produttori del gioco). Queste influiscono sull'abilità nei vari tipi di tiri, sulla resistenza, e sulla strategia di posizionamento automatico. L'avversario computerizzato, a prescindere dalla personalità, tende anche a regolare la propria bravura generale in proporzione a quella del giocatore.